# 충청북도의 무형문화재
충청북도 무형문화재는 지방 무형문화재 중에서 충청북도 내에 있는 무형문화재를 의미한다.

## 지정목록
| 번호 | 사진 | 명칭                                            | 소재지                                           | 관리자 (단체) | 지정일                                                                     | 참조 |
| 1호  |      | 청주 농악 (淸州 農樂)                           | 충북 청주시 흥덕구 강서1동 169-5                 |               | 1992년 10월 23일 지정                                                      |      |
| 2호  |      | 충주 청명주 (忠州 淸明酒)                       | 충북 충주시 가금면 창동 243                      |               | 1993년 6월 4일 지정                                                        |      |
| 3호  |      | 보은 송로주 (報恩 松露酒)                       | 충북 보은군 속리산면 구병리 518                  |               | 1994년 1월 7일 지정                                                        |      |
| 4호  |      | 청주 신선주 (淸州 神仙酒)                       | 충북 청주시                                      |               | 1994년 1월 7일 지정                                                        |      |
| 5호  |      | 충주 마수리 농요 (忠州 馬水里 農謠)             | 충북 충주시 신니면 마수리 108번지                |               | 1994년 12월 30일 지정, 2018년 5월 4일 해제                                 |      |
| 6호  |      | 영동 설계리 농요 (永同 雪溪里 農謠)             | 충북 영동군 영동읍 설계리 772                    |               | 1996년 1월 5일 지정                                                        |      |
| 7호  |      | 배첩장 (褙貼匠)                                 | 충북 청주시 흥덕구 봉명2동 2419                  |               | 1999년 11월 19일 지정                                                      |      |
| 8호  |      | 제천 오티별신제 (堤川 吾峙別神祭)               | 충북 제천시 수산면 오티리                        |               | 2001년 2월 3일 지정                                                        |      |
| 9호  |      | 단청장 (丹靑匠)                                 | 충북 청주시 흥덕구 사직1동 255-17                |               | 2001년 9월 14일 지정                                                       |      |
| 10호 |      | 사기장 (沙器匠)                                 | 충북 단양군 대강면 방곡리 351-1                  | 서동규        | 2002년 10월 25일 지정                                                      |      |
| 11호 |      | 진천 용몽리 농요 (鎭川 龍夢里 農謠)             | 충북 진천군 덕산면 용몽리                        |               | 2003년 3월 14일 지정                                                       |      |
| 12호 |      | 옹기장 (甕器匠)                                 | 충북 청주시 흥덕구 오송읍 봉산2길 55-6           |               | 2003년 10월 24일 지정                                                      |      |
| 13호 |      | 야장 (冶匠)                                     | 충북 충북전역                                    |               | 2003년 10월 24일 지정                                                      |      |
| 14호 |      | 영동 내포제 시조창 (永同 內浦制 時調唱)         | 충북 영동군 학산면 서산리 262                    |               | 2004년 5월 7일 지정                                                        |      |
| 15호 |      | 소목장 (小木匠)                                 | 충북 청주시 상당구 미원면 가지기암길 5-6         |               | 2006년 5월 26일 지정                                                       |      |
| 16호 |      | 궁시장 (弓矢匠)                                 | 충북 청주시                                      |               | 2006년 11월 24일 지정                                                      |      |
| 17호 |      | 한지장 (韓紙匠)                                 | 충북 괴산군 연풍면 원풍리 422                    |               | 2007년 4월 6일 지정                                                        |      |
| 18호 |      | 자석벼루장 (紫石벼루匠)                         | 충북 단양군                                      |               | 2008년 10월 10일 지정                                                      |      |
| 19호 |      | 악기장 (樂器匠)                                 | 충북 영동군                                      |               | 2009년 6월 19일 지정                                                       |      |
| 20호 |      | 충청도 앉은굿 (忠淸道 앉은굿)                   | 충북 청주시 상당구 용담동 248-12번지             |               | 2010년 4월 9일 지정                                                        |      |
| 21호 |      | 목불조각장 (木佛彫刻匠)                         | 충북 보은군 속리산면 사내리 188                  |               | 2010년 7월 9일 지정                                                        |      |
| 22호 |      | 낙화장 (烙畵匠)                                 | 충북 보은군                                      |               | 2010년 10월 1일 지정, 2019년 9월 6일 해제, 국가무형문화재 제136호로 일원화 |      |
| 23호 |      | 대목장 (大木匠)                                 | 충북 충주시                                      |               | 2011년 4월 29일 지정                                                       |      |
| 24호 |      | 주물유기장 (鑄物鍮器匠)                         | 충북 충주시 충인동 73                            |               | 2011년 8월 19일 지정                                                       |      |
| 25호 |      | 단양 구인사 삼회향놀이 (丹陽 救仁寺 三廻向놀이) | 충북 단양군                                      | 구인사        | 2012년 5월 11일 지정                                                       |      |
| 26호 |      | 석암제 시조창 (石菴制 時調唱)                   | 충북 청주시 서원구 1순환로6893-302호(주성아파트) |               | 2012년 5월 11일 지정                                                       |      |
| 27호 |      | 칠장 (漆匠)                                     | 충북 청주시 청원구 토성로 214번길 18-7           | 김성호        | 2013년 8월 2일 지정                                                        |      |